# St. Mariä Heimsuchung (Warburg-Altstadt)

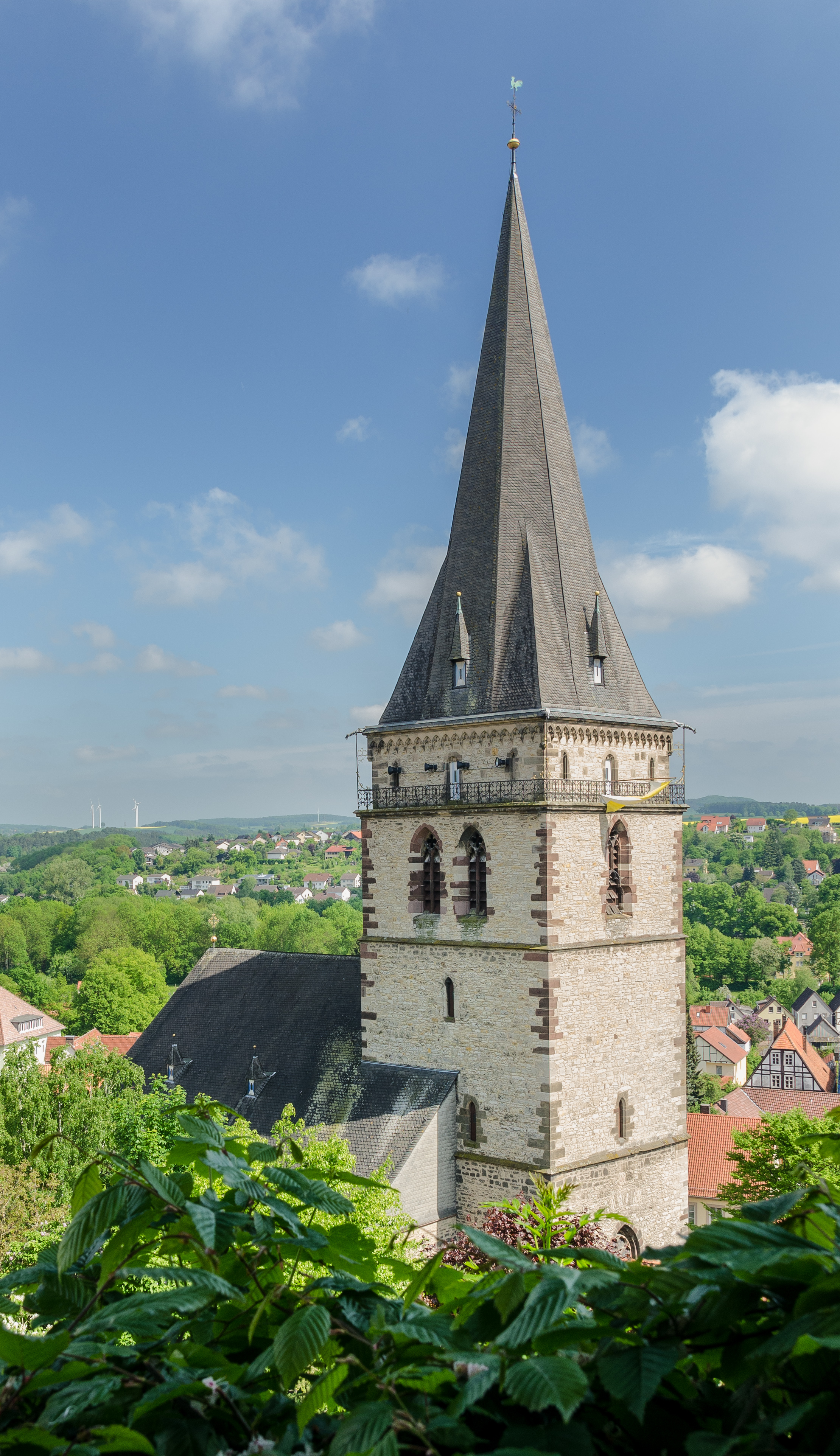
St. Mariä Heimsuchung in Warburg

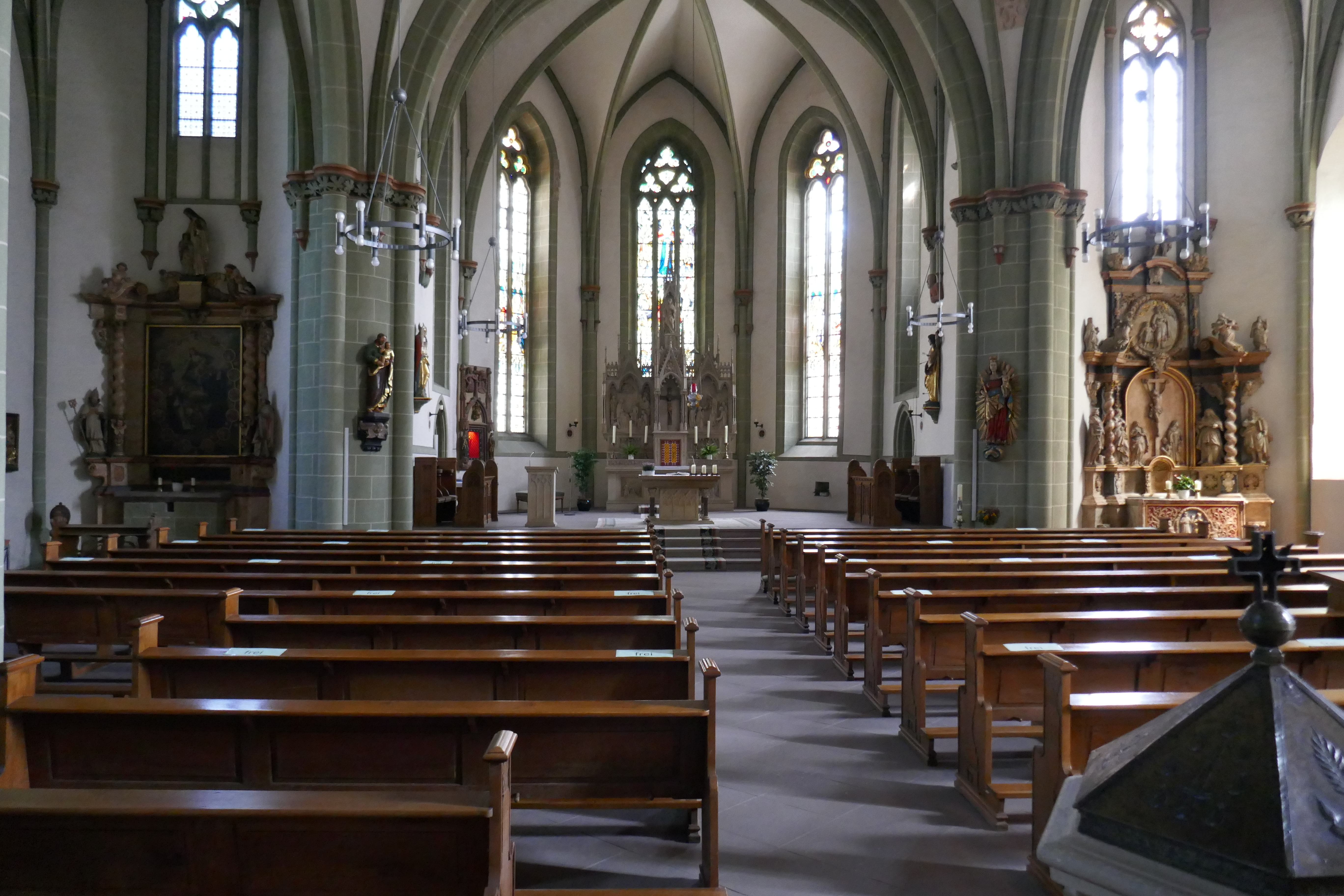
Der Innenraum

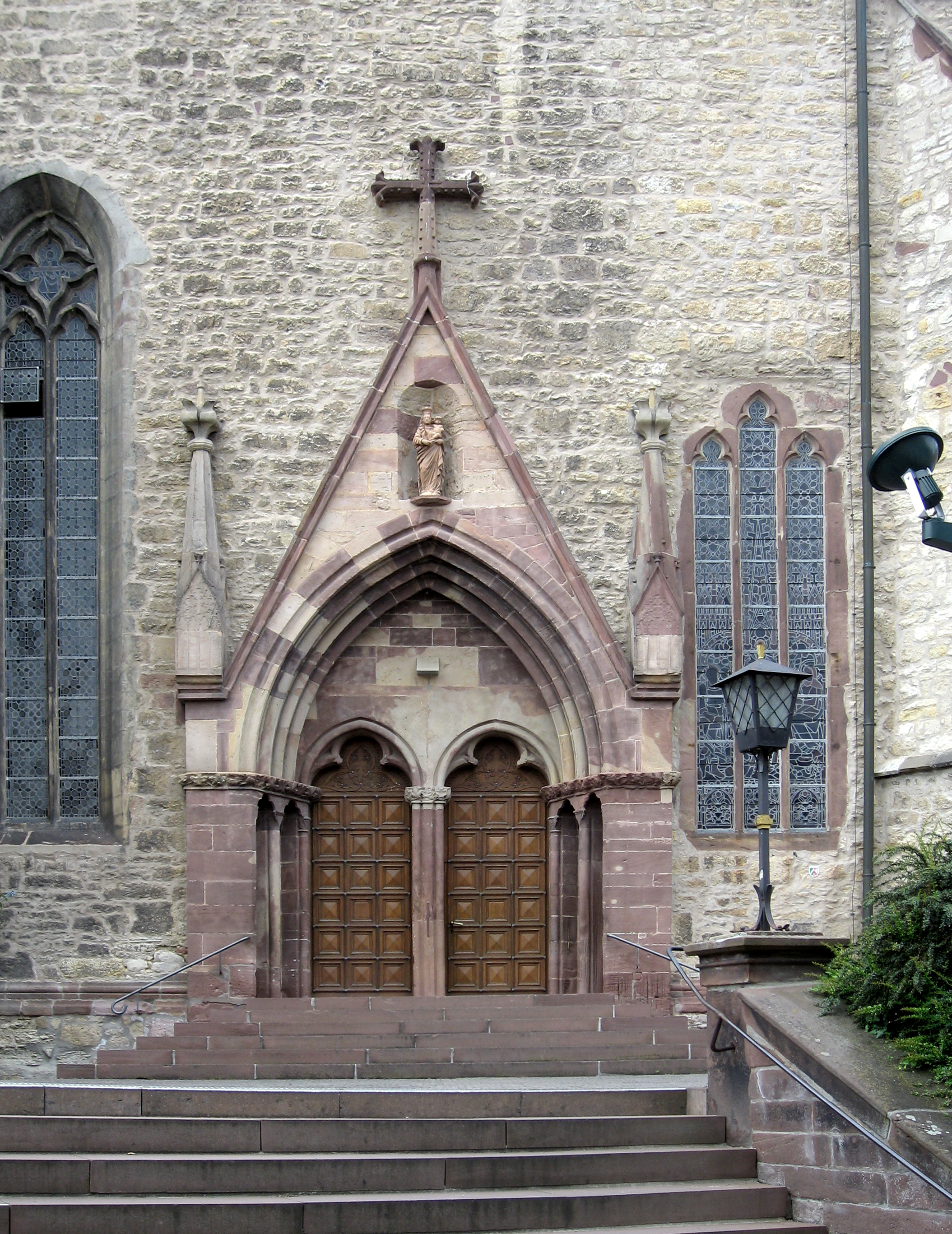
Das Eingangsportal der Kirche

St. Mariä Heimsuchung ist eine katholische Pfarrkirche in der Warburger Altstadt im Kreis Höxter, Nordrhein-Westfalen. Strukturell gehören Kirche und Gemeinde zum Pastoralverbund Warburg Stadt und Land im Dekanat Höxter des Erzbistums Paderborn.

## Geschichte
Eine Urkunde von Mai 1287 bezeugt einen Streit um die frühere Pfarrkirche St. Maria in vinea, die der Bischof den Dominikanern zugewiesen hatte. Bischof Otto von Rietberg versprach, eine neue Kirche mit Taufrecht zu errichten. Im September 1290 verkaufte er deshalb den Bürgern seinen unteren Hof in der Stadt, um einen Bauplatz zu schaffen. Nachdem 1287 die Altstadtpfarrei mit der Pfarrei St. Petri auf der Hüffert vereinigt worden war, trennte der Bischof diese zwei im Juli 1297 wieder. Deshalb ist anzunehmen, dass dann die Pfarrkirche existierte. Hagemann nennt als Weihetag den 19. Juni 1299.
1429 entstand nördlich des Chores eine Sakristei, die heute als Marienkapelle genutzt wird.
1833 stürzten Teile des Gewölbes ein. Danach wurde ein dreiteiliges Fenster am Südportal eingebrochen. 1899/1900 wurde der Kirchturm um ein Geschoss mit Umgang aufgestockt und erhielt die achtseitige Spitze.
1947 entstand die heutige Sakristei südlich des Chores. 1974 bis 1975 wurde die Kirche umfassend unter Leitung des Architekten Heinrich Stiegemann aus Warstein renoviert.

## Architektur

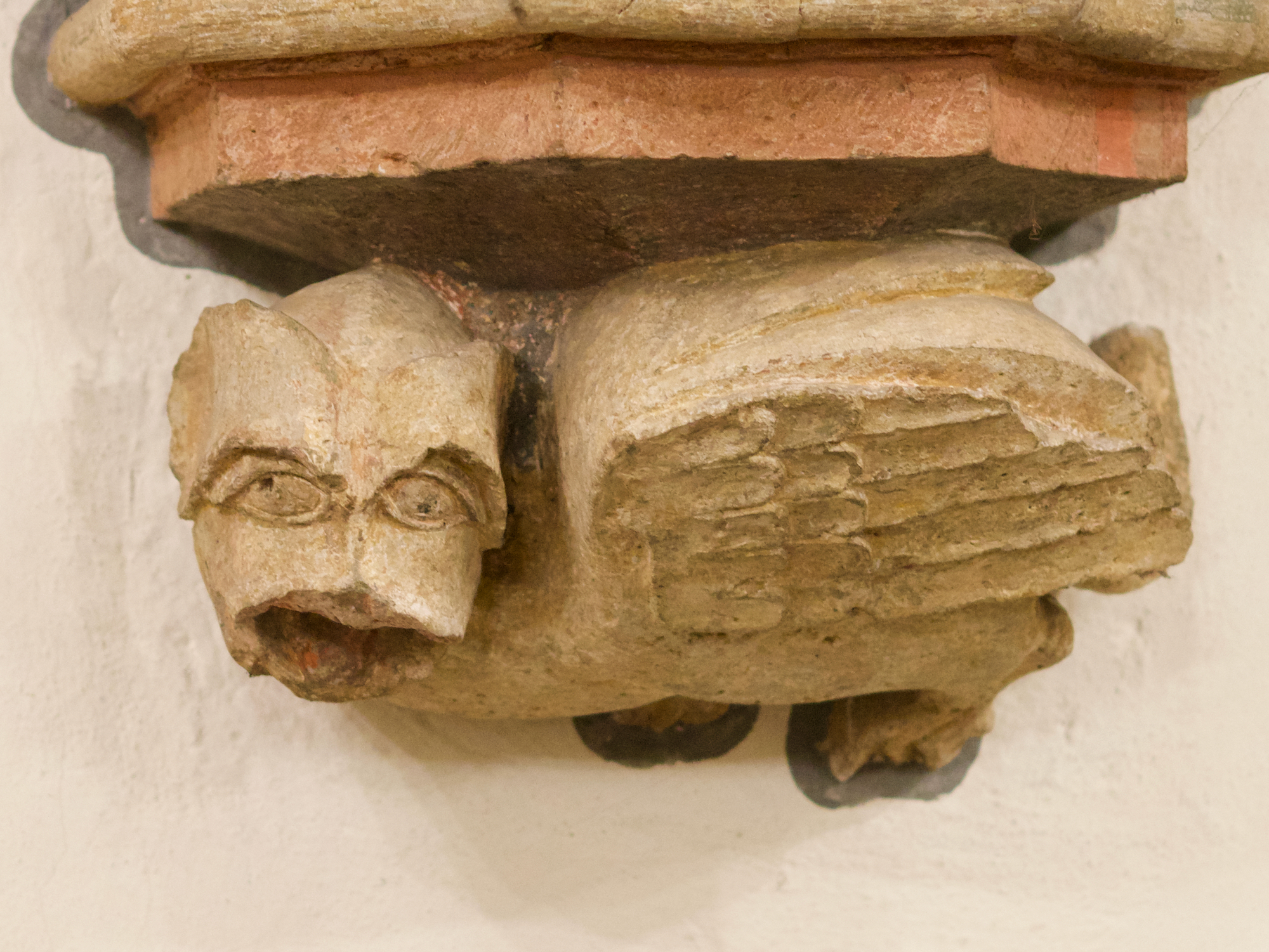
Konsolfigur im unteren Turmraum

Die Kirche ist eine dreischiffige zweijochige Hallenkirche. Im Mittelschiff schließt sich nach Osten ein Chorraum mit 5/8-Schluss an. Die Seitenschiffe werden von dreiseitig geschlossenen Nebenchören geschlossen. Der Westturm erstreckt sich bis zur Mitte des Westjoches im Mittelschiff.
Die untere Turmhalle im Westen ist niedrig und wird von einem quadratischen Kreuzgratgewölbe überspannt. Die Trenngurte laufen auf eine Mittelstütze zu. Außen werden sie von vier als Mischwesen gestaltete Konsolfiguren getragen.

## Ausstattung

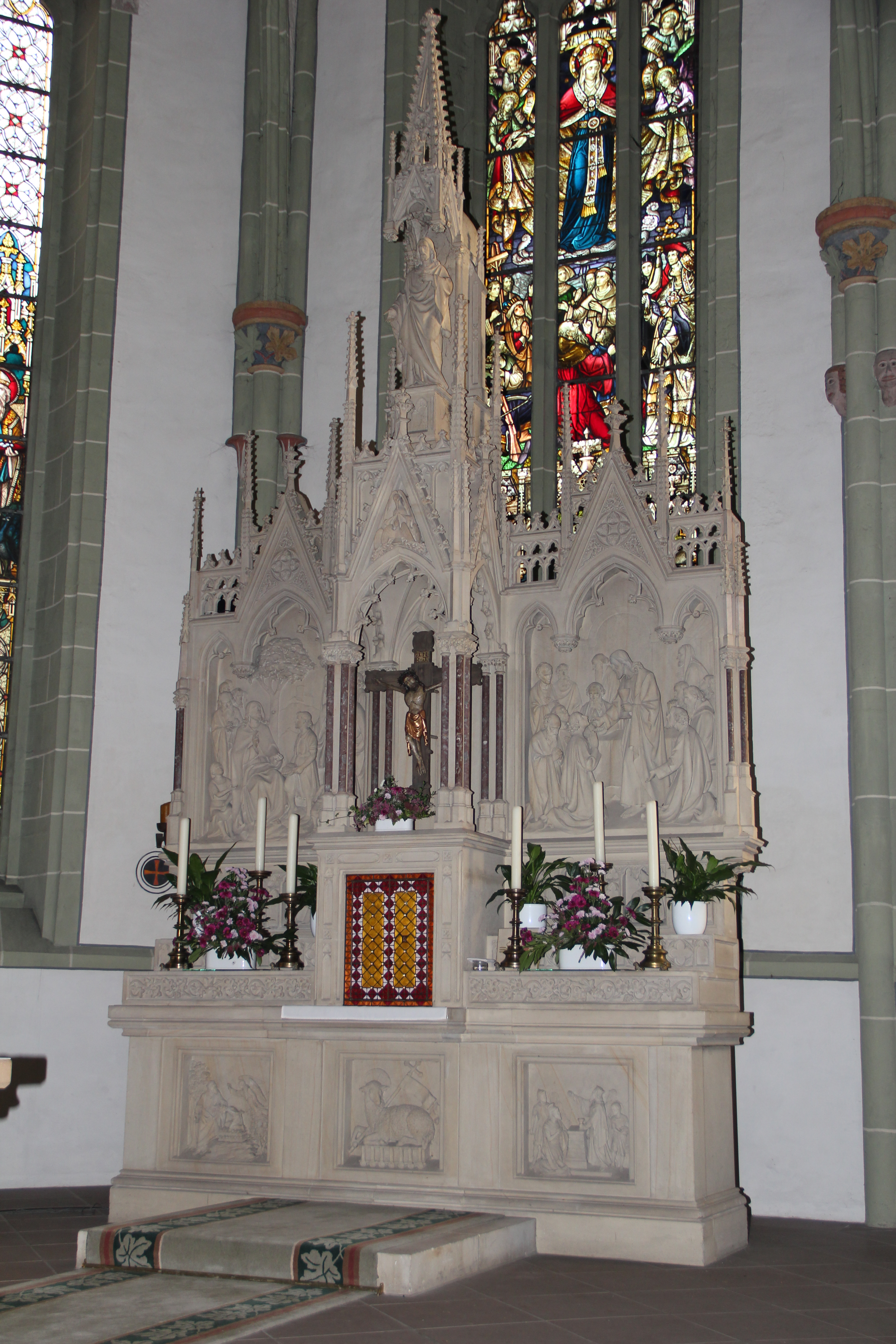
Neugotischer Hochaltar

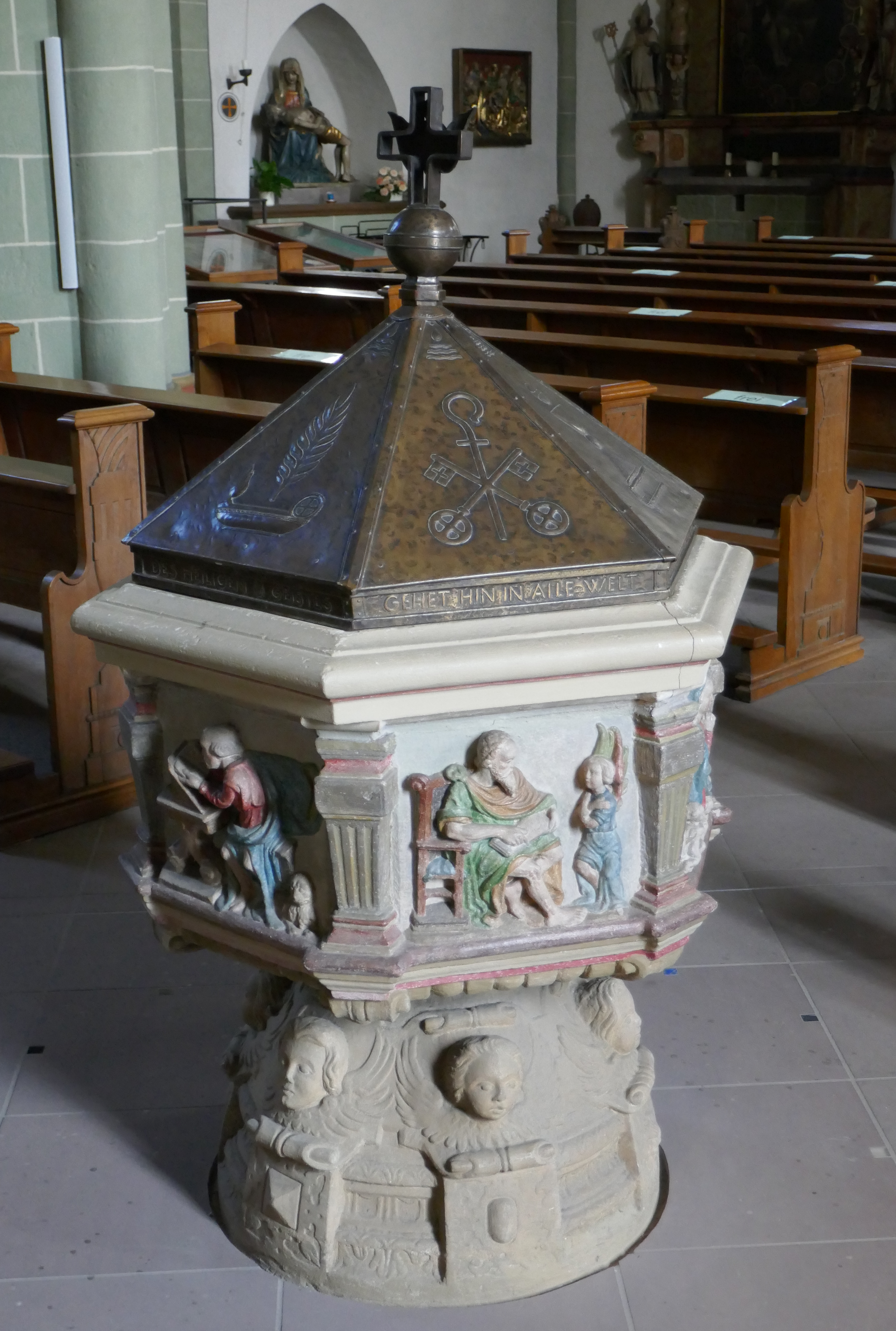
Taufstein von 1620

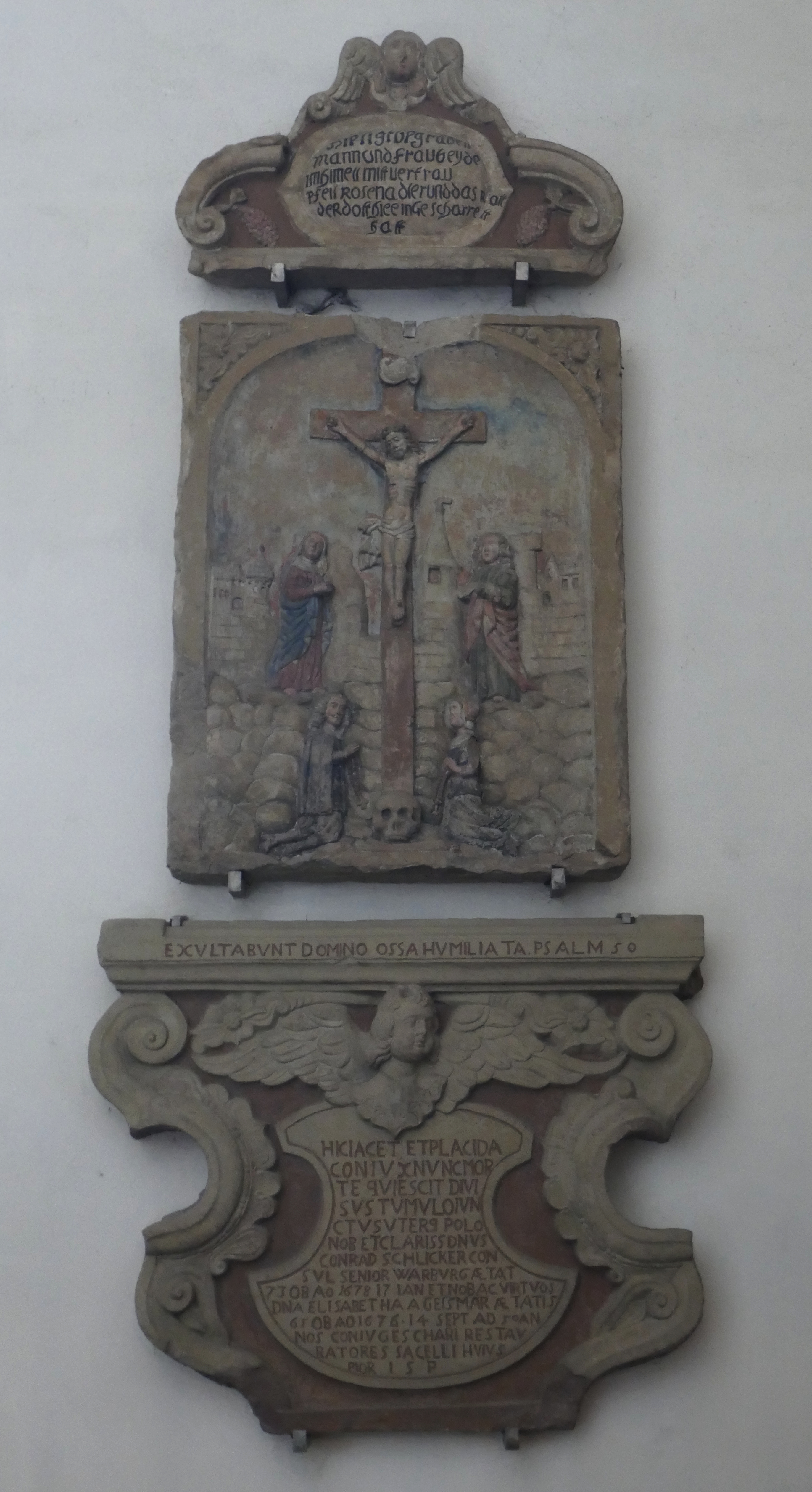
Epitaph Conrad Schlicker und Elisabeth von Geismar

- Neugotischer Hochaltar mit reichen Verzierungen aus Sandstein, Reliefs mit Verweisen auf die Eucharistie mit Darstellungen des letzten Abendmahls, der Speisung der 5000, der Opferung Isaaks und des Opfers König Melchisedeks von Anton Rüller, frühes 20. Jh., 1975 aus Holzwickede erworben.
- Rosenkranzaltar, nördliches Seitenschiff, Retabel auf einem schlichten Sockel, der die Mensa umfasst. Das Altarbild durch gewundene Säulen eingefasst und von einem Abschlusssims bekrönt. Daneben Figuren der Heiligen Erasmus und Nikolaus. Das Altarbild zeigt, wie Maria auf Wolken schwebend dem heiligen Dominikus einen Rosenkranz überreicht. Auf der anderen Seite schenkt das Jesuskind der heiligen Katharina von Siena einen Kranz aus floralen Rosen. Heinrich Papen, um 1700.
- Kreuzaltar, südliches Seitenschiff, Ädikula-Retabel aus Alabaster und grauschwarzem Marmor mit gewundenen Säulen, dem Raum durch Schrägen angepasst. Im Zentrum Kreuzigungsszene mit Maria und Johannes, vermutlich von Christoph Papen, 1725 durch Johannes Joseph Hoverdt-Plenken gestiftet.
- Erasmusaltar, südliches Seitenschiff, Westseite, Ädikularetabel aus Alabaster und blau-weiß gefasstem Sandstein mit zentraler Darstellung des Martyriums, Sprenggiebel über gewundenen Säulen, von Heinrich Papen, datiert 1700, 1998–99 aus der Erasmuskapelle versetzt.
- Sakramentsnische in der Chor-Nordwand, Mitte 15. Jh., in der vergitterten Nische das teilweise vergoldete „Altstädter Silberkreuz“, um 1500.
- Farbig gefasster Taufstein vor der Turmhalle, 1620. Sechsseitiger Kelch. Seiten mit kannelierten Pilastern und einem abschließenden Wulst. Darin Reliefs, die die Taufe Christi, die Aufnahme Mariens in den Himmel sowie die vier Evangelisten zeigen, datiert 1620.
- Pietà, Nordschiff, Eiche, um 1400.
- Kruzifix an der Turmempore, für den Brüderfriedhof geschaffen, später auf den Burgfriedhof versetzt, seit 1984 in die Kirche transferiert, frühes 16. Jh.
- Figur der Anna selbdritt, spät. 15. Jh., 1838 aus dem abgebrochenen Neuen Tor versetzt.
- Figur der hl. Apollonia von Alexandria, verm. Heinrich von Papen, um 1700.
- Figur der hl. Barbara von Nikomedien, vermutlich frühes 19. Jh.
- Figuren der hll. Kilian und Sebastian im Chorraum, frühes 16. Jh.
- Figuren der hll. Josef und der Maria Immaculata im Strahlenkranz
- Holzrelieftafeln mit Darstellungen der hll. Katharina von Alexandrien und Barbara.
- Epitaph der Eheleute Schlicker († 1676, 1678), Kreuzigungsrelief mit zwei Inschriftsteinen
- Gruppe aus vier Konsolfiguren im unteren Turmraum, Datierung mit Entstehungszeit des Baus

### Orgel
Im Jahr 2000 erhielt die Kirche eine neue Orgel, die von der Orgelbaufirma Sandtner erbaut wurde. Das Instrument hat 33 Register auf zwei Manualen und Pedal. Das I. Manual dient als Koppelmanual. Die Spieltrakturen sind mechanisch, die Registertrakturen elektrisch.
| II Hauptwerk C– |                 |       |
| 1.              | Bourdon         | 16′   |
| 2.              | Montre          | 8′    |
| 3.              | Bourdon         | 8′    |
| 4.              | Gambe           | 8′    |
| 5.              | Octave          | 4′    |
| 6.              | Flûte douce     | 4′    |
| 7.              | Sesquialtera II | 2 ⁄3′ |
| 8.              | Doublette       | 2′    |
| 9.              | Fourniture IV-V | 1 ⁄3′ |
| 10.             | Trompette       | 8′    |
| 11.             | Cromorne        | 8′    |
|                 | Tremulant       |       |

| III Schwellwerk C– |                  |        |
| 12.                | Flûte harm.      | 8′     |
| 13.                | Bourdon          | 8′     |
| 14.                | Viole de Gambe   | 8′     |
| 15.                | Voix celèste     | 8′     |
| 16.                | Principal        | 4′     |
| 17.                | Flûte octaviante | 4′     |
| 18.                | Nasard           | 2 ⁄3′  |
| 19.                | Flageolet        | 2′     |
| 20.                | Tierce           | 1 3⁄5′ |
| 21.                | Plein Jeu III-IV | 2′     |
| 22.                | Basson           | 16′    |
| 23.                | Trompette harm.  | 8′     |
| 24.                | Hautbois         | 8′     |
| 25.                | Clairon harm.    | 4′     |
|                    | Tremulant        |        |

| Pedal C– |           |         |
| 26.      | Flûte     | 16′     |
| 27.      | Soubasse  | 16′     |
| 28.      | Quint     | 10 2⁄3′ |
| 29.      | Principal | 8′      |
| 30.      | Violon    | 8′      |
| 31.      | Octave    | 4′      |
| 32.      | Bombarde  | 16′     |
| 33.      | Trompette | 8′      |

- Koppeln: Koppelmanual (III+II/I), III/II, II/P, III/P, III 4′/III, III 4′/II
- Spielhilfen: Elektronische Setzeranlage

## Nutzung heute
Die Kirche wird bis heute vor allem als Pfarrkirche der Altstädter Pfarrgemeinde, zu der neben der historischen Warburger Altstadt auch die Wohngebiete auf der Hüffert gehören, genutzt.
Zudem ist sie zunehmend auch Konzertort, z. B. während des 2000 von Volker Karweg gegründeten und geleiteten „Warburger Orgelherbstes“, zur jährlich im September stattfindenden „Warburger Musiknacht“ des Vereins Kulturforum Warburg e. V. und zum „Himmelfahrtsfestival des Warburger Denkmalvereins“ im Rahmen des NRW-Kulturprgrammes „Neustart miteinander“. Teilnehmende Musiker waren Eugen Mantu, Claudia Schwarze, Dominik Susteck und andere.
2022 wurde die Kirche vom Vorstand der Warburger Denkmalvereins zum „Denkmal des Monats März 2022“ gewählt.